# Forte de São José de Itapari
O Forte de São José de Itapari localizou-se em posição dominante numa colina em Itapari (ou Itaparé, "pano de pedra" na língua tupi), na praia de Panaquatira na baía de São José, a leste na ilha de São Luís, atual região de São José de Ribamar, no litoral do estado do Maranhão, no Brasil. Sua construção foi criada para fazer frente aos portugueses que se agrupavam no Forte de Santa Maria de Guaxenduba para resgatar Ilha de São Luís dos invasores franceses.

## História
O Forte de Itapari constituiu-se em uma estrutura de campanha, erguida a partir de 1613 sob a invocação de São José, por Daniel de La Touche, senhor de La Ravardière, conforme o próprio descreve no "Sumário" do que fez nestas terras do Brasil, escrito no "Fort Saint Louis", datado de 29 de Dezembro de 1614 (MARQUES, 1970:285). Teria sido artilhado com duas peças (BARRETTO, 1958:77).
Em fins de 1614, repelido o assalto francês ao Forte de Santa Maria de Guaxenduba, as forças de Jerônimo de Albuquerque Maranhão (1548-1618) contra-atacaram, cercando o Forte de Itapary (GARRIDO, 1940:38). Diogo de Campos Moreno denomina-o de "Itampari", localizando-o a leste-oeste do Forte de Santa Maria, e afirma que os portugueses entraram neste forte em 3 de Dezembro de 1614 (MARQUES, 1970:285). Outros autores entendem que La Ravardière negociou com Jerônimo de Albuquerque Maranhão evacuar São Luís num prazo de cinco meses, entregando como penhor de sua fé o Forte de Itapary (31 de Julho de 1615).
Ao retornar para a capitania de Pernambuco, o Capitão-mor Alexandre de Moura deixou uma guarnição de cinquenta homens sob o comando do Capitão Antônio de Albuquerque nesta praça (MARQUES, 1970:285). Outros autores referem que Bento Maciel Parente comandou esta fortificação, tendo-lhe procedido reparos sob a orientação do Engenheiro-mor do Brasil Francisco de Frias da Mesquita.
Este local encontra-se cartografado por João Teixeira Albernaz, o velho ("Capitania do Maranhão", c. 1615. Instituto Histórico e Geográfico Brasileiro, Rio de Janeiro), vizinho a um "porto dos franceses com dois fortes" e um "Forte de Caur".
MARQUES (1970) acredita que na localidade de São José do Ribamar tenha existido outrora uma fortificação, possívelmente o Forte de São José de Itapari (op. cit., p. 285), com o que é-se inclinado a concordar, à vista do mapa citado de Albernaz, e da ausência de informações posteriores sobre a estrutura, certamente já desaparecida à época das Invasões holandesas do Brasil, na primeira metade do século XVII.
O mesmo autor refere que em 1850 ainda existiam, ao lado direito da Igreja, algumas peças de artilharia para ali levadas em 1839, no contexto da Balaiada (1838-1841), para defesa da povoação. Essa artilharia foi depois deslocada para ornato do cruzeiro levantado defronte à ermida de São José (op. cit., p. 239).